# Felix Wesener
Felix Philipp Johann Franz Maria Wesener (* 23. Juli 1855 in Spandau; † 5. April 1930 in Aachen) war deutscher Mediziner und Hochschullehrer.

## Leben
Felix Wesener studierte an den Universitäten von Greifswald, Göttingen, Leipzig und Marburg Medizin. 1875 wurde er Mitglied der Corps Pomerania Greifswald und Saxonia Göttingen, 1876 des Corps Misnia Leipzig. Das Studium schloss er 1879 in Marburg mit der Promotion zum Dr. med. ab. Anschließend war er in Marburg bis 1882 Assistent bei Emil Mannkopff. Nach drei Jahren am pathologischen Institut in Gießen ging er 1885 an die medizinische Poliklinik zu Freiburg, wo er sich im gleichen Jahr habilitierte und 1892 zum außerordentlichen Professor ernannt wurde. Seitdem war er bis zu seiner Pensionierung Oberarzt der inneren Abteilung des städtischen Mariahilfhospitals in Aachen.
Wesener starb 1930 im Alter von 74 Jahren in seiner Aachener Wohnung. Der Facharzt für Haut- und Geschlechtskrankheiten Gisbert Wesener war sein Sohn.

## Schriften
- Kritische und experimentelle Beiträge zur Lehre von der Fütterungstuberculose, 1885
- Jahresberichte der Poliklinik zu Freiburg im Breisgau für 1886 und 1887
- Lehrbuch der chemischen Untersuchungsmethoden zur Diagnostik innerer Krankheiten, 1890
- Medizinisch-klinische Diagnostik, 1892
- Chronik der Familie Wesener, 1921